# Восточноазиатские тритоны
Восточноазиатские тритоны (лат. Cynops) — род тритонов из семейства настоящих саламандр (Salamandridae) отряда хвостатых земноводных.

## Виды
В 2019 году в род включают 9 видов:
- Cynops ensicauda — Окинавский тритон
- Cynops pyrrhogaster — Огненнобрюхий тритон